# Озерной, Моисей Исаакович
Моисей Исаакович Озерной (при рождении Моисе́й За́лман-И́цкович Озерной; 5 июля 1902, Никополь — 24 декабря 1974, Москва) — советский учёный-горняк, специалист в области электрических средств взрывания. Доктор технических наук, профессор Московского горного института. Почётный сенатор Фрайбергской горной академии.

## Биография
Родился 22 июня (по старому стилю) 1902 года в Никополе Екатеринославской губернии в многодетной семье леднянского общества Горецкого уезда Могилёвской губернии мещанина, портного Залмана-Ицки Янкелевича Озерного (1873—?) и Фримы (Фрумы) Неуховны Озерной (в девичестве Окунь, 1876—?), дочери новомосковского мещанина Неуха Левиковича Окуня, заключивших брак 3 января 1899 года в Новомосковске. В 1919 году работает в следственной комиссии Никопольского ревкома, в 1920 года — в Союзе работников просвещения, откуда ему и дают направление на учебу. Окончив среднюю школу в 1921 году, поступил в Днепропетровский горный институт на электромеханический факультет. Тогда учёба делилась на две части – теоретическую и практическую. По окончании теоретической части в ДГИ в 1926 году работал на шахте 2/7 «Лидиевка» Рутченковского рудоуправления (Донбасс) в должности заведующего механизацией. Защитив практический диплом при Московской горной академии в мае 1928 года, стал работать в тресте «Донуголь» (г. Харьков) инструктором по механизации.
Затем проходил военную службу в Красной Армии (РККА). После демобилизации в 1929 г. работал во Всесоюзном научно исследовательском угольном институте (ВУГИ) ст. ассистентом, научным сотрудником и ст. научным сотрудником по совместительству. Одновременно вел преподавательскую работу в Харьковском инженерно-экономическом институте и во Всеукраинской промышленной академии.
С 1934 г. М.И. Озерной работает в Московском горном институте (сейчас - Горный институт НИТУ "МИСиС") доцентом кафедры горной электротехники, в 1936—1937 гг., 1943—1945 гг. — заведующий кафедрой горной электротехники МГИ, научный руководитель отделения рудничного электрооборудования Центральной научно-исследовательской лаборатории по технике безопасности (ЦНИЛ ТБ) при МГИ (1935—1937 гг.).
В 1938 г. М.И. Озерному по совокупности печатных работ Ученым советом Ленинградского горного института без защиты диссертации была присуждена ученая степень кандидата технических наук.
Во время Великой Отечественной войны эвакуирован вместе с МГИ в Караганду. В 1943—1944 гг. работал в системе Наркомугля СССР в должностях начальника отдела втузов и зам. начальника ГУУЗ.
После окончания Великой Отечественной войны М.И. Озерной работал во Фрайбергской горной академии (Германия), где одновременно выполнял обязанности Уполномоченного Советской военной администрации при Академии.
В 1947 г. организовал в МГИ специальную лабораторию электровзрывания. Результаты проводимых научных исследований отражены в многочисленных печатных работах, а также авторских свидетельствах.
По материалам исследований в области электровзрывания М.И. Озерным была подготовлена и в 1964 г. защищена докторская диссертация на тему «Разработка и исследование средств взрывания в горном деле». Он был утвержден в ученом звании профессора по кафедре общей и горной электротехники.

## Научная и педагогическая деятельность
В период работы в МГИ преподавал курс «Электрификация подземных горных работ» (ранее назывался «Горная электротехника»). Первое учебное пособие «Подземное электрооборудование каменноугольных шахт» было выпущено в свет в 1934 г. (1937 г. — 2-е изд.). В 1940 г. М.И. Озерной выпустил книгу «Электрооборудование шахт и участков». В 1945, 1951 и 1957 г. вышли в свет первое («Курс горной электротехники»), второе и третье издания учебника «Горная электротехника» для студентов горных вузов. Этот учебник был переведен на румынский, китайский, болгарский, венгерский и чешский языки. В 1962 г. было опубликовано четвертое издание книги «Горная электротехника».
В 1972 г. проф. М.И. Озерной в соавторстве с проф. Р.М. Лейбовым выпустил последний при его жизни учебник «Электрификация подземных горных работ», по которому учились многие горные инженеры — электрики и электромеханики. В последние месяцы своей жизни М.И. Озерной завершил работу над новым изданием книги «Электрооборудование и электроснабжение подземных горных разработок угольных шахт», которая вышла в свет 1975 г.
Педагогическая деятельность проф. М.И. Озерного неразрывно сочеталась с научно-исследовательской. Области научных интересов: электрические средства взрывания в горном деле и электроснабжение подземных горных работ.
Исследования в области электрических средств взрывания были начаты в 1936 г. и продолжались до конца жизни проф. М.И. Озерного. Это направление было связано с решением большого круга вопросов: исследование электротяговых блуждающих токов в шахтах и на карьерах, теория электровзрывания, аппаратура и методы исследования, совершенствование средств взрывания, изыскание методов обеспечения безопасного и безотказного взрывания зарядов. В 1947 г. была организована лаборатория электровзрывания и создана научная группа, в которую вошли молодые научные работники из многих институтов страны и из-за рубежа, успешно защитившие под руководством проф. М.И. Озерного кандидатские диссертации.
В области электроснабжения подземных горных работ решались задачи от технико-экономических исследований для обоснования перехода шахтных участковых электросетей напряжением 220 на 380 В до исследований принципиально новых решений по электроснабжению шахт ближайшего будущего. На протяжении всей своей жизни проф. М.И. Озерной уделял большое внимание также исследованиям шахтных гибких кабелей, являющихся важнейшим звеном системы электроснабжения подземных горных работ. В области электроснабжения шахт им была создана научная группа и подготовлен ряд кандидатов технических наук, работающих во многих регионах России и за рубежом.

## Признание
Многолетняя педагогическая и научная деятельность М.И. Озерного отмечена орденом Трудового Красного Знамени, медалями СССР, а также медалью «За заслуги перед ГДР». Почётный сенатор Фрайбергской горной академии.

## Семья
- Жена - Копп Зинаида Владимировна
- Сын - Озерной Владимир Моисеевич, доктор технических наук, специалист в области систем управления[3]
- Сын - Леонид Моисеевич Озерной, известный астрофизик, ученик В.Л. Гинзбурга[4]

С 1938 по 1959 гг. семья проживала в квартире №13 знаменитого "булгаковского" дома №10 на ул. Большой Садовой.
- Брат - Озерной Михаил Исаакович (1906 - 1943), рядовой, пропал без вести на фронте[6].